# Colwellia demingiae
Espèce
Colwellia demingiae est une des espèces du genre bactérien Colwellia. Ce sont des bacilles à Gram négatif de la famille des Colwelliaceae. Ces bactéries marines psychrophiles font partie de l'embranchement des Pseudomonadota.

## Historique
Colwellia demingiae a d'abord été décrite en 1998 en même temps que trois autres espèces, Colwellia hornerae, Colwellia rossensis et Colwellia psychrotropica, toutes les quatre isolées à partir de prélèvements d'eaux de l'Antarctique.

## Taxonomie
Le nom correct complet (avec auteur) de ce taxon est Colwellia demingiae Bowman et al., 1998.

### Étymologie
L'étymologie de cette espèce est la suivante : dem.ing’i.ae N.L. gen. fem. n. demingiae, Nommé en honneur de Jody W. Deming, une microbiologiste américaine qui a accru les connaissances sur les bactéries des profondeurs marines,.

### Phylogénie
L'analyse de la séquence de l'ARNr 16S de la souche ICP11 a révélé qu'elle présente une homologie de 99,8 % avec la souche IC068. Ces deux souches forment un clade distinct proche de l'espèce Colwellia psychrerythraea (souche type du genre décrite en 1988). Cela a donné lieu à la création d'un nouveau genre bactérien et de le classer au sein des Protéobactéries. La famille Colwelliaceae décrite en 2004 a permis de regrouper dans une même famille les genres Colwellia et Thalassomonas du fait de l'homologie de leurs séquences nucléotidiques en ARNr 16S. En 2005, lors de la description de l'ordre Alteromonadales dans le Bergey's Manual, la famille Alteromonadaceae y est intégrée comme unique famille de cet ordre et contenant entre autres les Colwellia. La même année dans la liste des nouveaux noms n°106, les Colwellia sont séparées de cette famille et intégrée dans celle des Colwelliaceae.

## Description
Lors de sa description de 2004, la famille Colwelliaceae reprend la description des Colwellia  et de l'espèce type Colwellia psychrerythraea. Tout comme l'espèce type, Colwellia demingiae est composée de bactéries à Gram négatif avec des bacilles à morphologie incurvée et mobiles. Ces bacilles ne forment pas d'endospores ni de kystes. La majeure partie des bactéries de cette famille sont des chimioorganotrophes anaérobies facultatifs nécessitant des ions sodium pour leur croissance.